# Jarmo Jokinen
Jarmo Jokinen (* 1. September 1957 in Järvenpää; † 27. November 1987 in Seinäjoki) war ein finnischer Tischtennisspieler. Er gehörte in den 1970er und 1980er Jahren zu den besten Spielern Finnlands. Er nahm an sechs Weltmeisterschaften und fünf Europameisterschaften teil.

## Werdegang
Bei den nationalen finnischen Meisterschaften gewann Jarmo Jokinen insgesamt 25 Titel, davon zehn im Einzel, sechs im Doppel und neun im Mixed. Von 1977 bis 1987 nahm er an sechs Weltmeisterschaften teil, ohne dabei in die Nähe von Medaillenrängen zu gelangen. Allerdings besiegte er 1985 den Deutschen Georg Böhm. Erfolgreicher war er bei Nordischen Meisterschaften, wo er drei Medaillen im Mixed mit Sonja Grefberg holte: 1981 und 1986 Silber sowie 1983 Gold.

## Privat
Jarmo Jokinen verdiente seinen Lebensunterhalt als Werbeberater. Er war verheiratet. Im November 1987 starb er an den Folgen eines Arbeitsunfalles. Zu diesem Zeitpunkt stand die Geburt seines zweiten Kindes bevor.